# Gretel Eisch

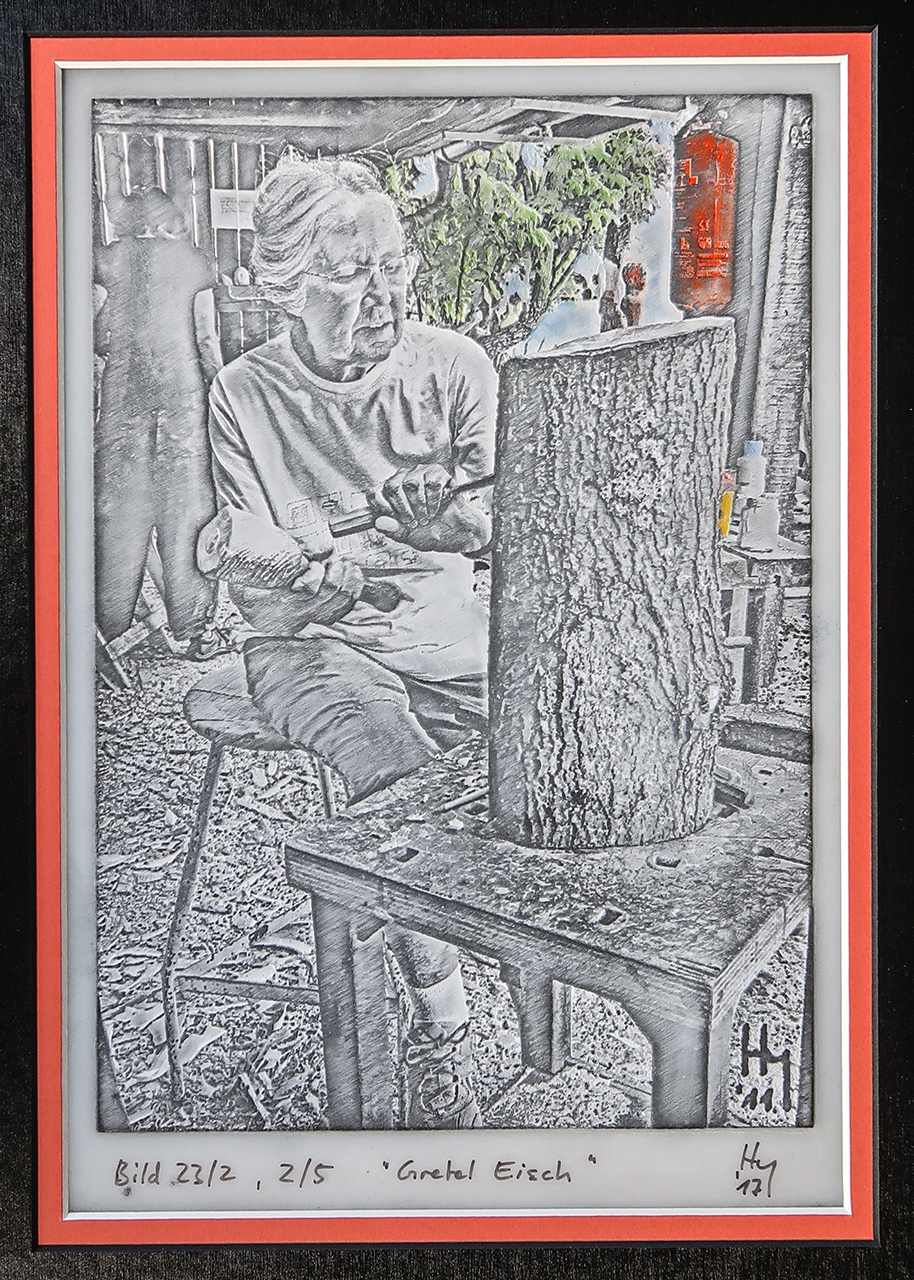
Gretel Eisch bei der Bildhauer-Arbeit

Gretel Eisch, geborene Stadler, (* 15. Februar 1937 in München; † 10. Juni 2022) war eine deutsche Künstlerin.

## Leben
Aufgewachsen in Aidenried, wo ihre Mutter ein Kunstgewerbe betrieb, studierte sie 1956 bis 1959 Bildhauerei an der Münchner Akademie der Bildenden Künste bei Anton Hiller.
Sie war Mitglied der Situationistischen Internationale. Zusammen mit Erwin Eisch und Max Strack gründete sie Anfang der 1960er Jahre die Künstlergruppe RADAMA, eine Abspaltung der Gruppe SPUR, die in München-Schwabing für Aufsehen sorgte. Besondere Furore erregte die Schwabinger Ausstellung 1961 um den fiktiven Künstler „Bolus Krim“.
Nach ihrer Heirat am 7. Januar 1962 mit Erwin Eisch folgte sie diesem nach Frauenau und wandte sich vermehrt der Glasmalerei und Glasgestaltung zu. Sie wurde zu einer der kreativen Kräfte für die Internationale Studioglasbewegung, die in Frauenau ihr europäisches Zentrum hat, und wirkte 1975 aktiv bei der Gründung des Glasmuseums Frauenau mit. Von 1977 bis 1981 arbeitete Gretel Eisch zusammen mit Bob Strini und Peter Kobbe mit Kindern und Jugendlichen im Keramikprojekt Lehm und Lehm lassen; später leitete sie die Glasmalerwerkstatt Poesie in Glas der Glashütte Eisch. 1987 wurde sie zur Mitgründerin des Bild-Werk Frauenau, einer internationalen Künstlerbildungsstätte mit Schwerpunkt Glas. 2021 wurde sie gemeinsam mit ihrem Mann mit dem Kulturpreis Bayern ausgezeichnet.